# Sirius (Rebsorte)
Sirius ist eine Weißweinsorte, eine Neuzüchtung aus einer Kreuzung zwischen Bacchus und Villard Blanc. Sirius gehört zu den pilzwiderstandsfähigen Rebsorten.
Die Kreuzung erfolgte durch Gerhardt Alleweldt am Institut für Rebenzüchtung Geilweilerhof in Siebeldingen (Pfalz). Der Sortenschutz wurde 1995 erteilt. Die Sorte ist in Bayern, Hessen, Rheinland-Pfalz, Saarland, Brandenburg, Sachsen und Thüringen zugelassen. Die Rebsorte ist dem Stern Sirius im Sternbild des Großen Hundes gewidmet.
Der Wein ähnelt einem kräftigen und fruchtigen Riesling. Die Sorte erbringt nur auf besseren Weinbergslagen gute Ergebnisse. Die Rebsorte Sirius diente als Kreuzungspartner der Neuzüchtungen Felicia und Villaris.
Siehe auch den Artikel Weinbau in Deutschland sowie die Liste von Rebsorten.

## Ampelographische Sortenmerkmale
In der Ampelographie wird der Habitus folgendermaßen beschrieben:
- Die Triebspitze ist offen. Sie ist nur schwachwollig behaart. Die bronzefarben gefleckten Jungblätter sind spinnwebig behaart.
- Die mittelgroßen Blätter sind dreilappig und schwach gebuchtet. Die Stielbucht ist Lyren - offen. Das Blatt ist spitz gesägt.
- Die Traube ist groß und meist geflügelt. Die rundlichen Beeren sind groß und von grüngelber Farbe.

Die Rebsorte reift ca. 8–10 Tage nach dem Gutedel und gilt somit im internationalen Vergleich als früh reifend.
Die Sorte ist kaum anfällig gegen den Echten Mehltau, den Falschen Mehltau und die Grauschimmelfäule, sie neigt jedoch zu Stiellähme. Wegen des mittelfrühen Austriebs ist die Sorte frostgefährdet.